# Хлорорганические соединения
Хлороргани́ческие соедине́ния (сокр. ХОС) — продукты замещения в различных органических соединениях атомов водорода хлором. К хлорорганическим соединениям относят полихлорированные диоксины, дибензофураны, полихлорированные дифенилы, а также хлорорганические пестициды.

## Загрязнение вод
Хлорорганические соединения плохо растворяются в воде, но обладают повышенной биологической активностью и оказывают негативное воздействие на живые организмы даже на уровне микропримесей. В водоемах они поглощаются частицами органических веществ и накапливаются в осадках. В частности за 45 лет работы Байкальского ЦБК в районе сброса сточных вод произошло загрязнение донных отложений диоксинами. В 2010 году их концентрация в 50 раз превышала уровень загрязнения ила в северной части Байкала.
При хлорировании воды загрязненной органическими веществами происходит образование хлорорганических соединений, являющимися канцерогенами.
Из-за персистентности и низкоэкологичности хлорорганические пестициды в сельскохозяйственном производстве с 1965 года стали заменяться фосфорорганическими пестицидами.